# Prem Nazir
Abdul Khader, más conocido como Prem Nazir (Chirayinkeezhu, 7 de abril de 1926-16 de enero de 1989) fue un actor de cine malayalam indio.
Comenzó su carrera cinematográfica en los inicios de los años 50 y pronto se convirtió en un actor superestrella, condición que mantuvo a lo largo de más de treinta años, durante los cuales participó en más de setecientas películas, en la mayoría de los casos como protagonista. Solo con la actriz Sheela protagonizó más de cien películas y por ello ingresó en el Libro Guinness de los récords; también figura como el actor que representó el rol principal en más de setecientas películas y por haber protagonizado 39 películas en un solo año. El director de cine Thikkurissy Sukumaran Nair fue quien eligió su nombre artístico mientras se rodaba su segunda película, Visappinte Vili.

## Premios
En 1981 ganó el Premio de cine estatal de Kerala (Premio especial del jurado) por su actuación en la película Vida Parayum Munpe y en 1983 fue distinguido con los premios Padma Bhushan y Padma Shri. En 1992 se instituyó el premio Prem Nazir en su honor.